# Karlsruher Grat (Wanderweg)
Der sogenannte Schwarzwald-Genießerpfad Karlsruher Grat ist ein Premium- und Rundwanderweg in Baden-Württemberg. Er führt auf 12,6 km von Ottenhöfen im Schwarzwald im Achertal über die Edelfrauengrab-Wasserfälle hinauf zum namensgebenden Karlsruher Grat und wieder zurück zum Ausgangspunkt.

## Hintergrund
Der Wanderweg ist größtenteils auf dem Wegenetz des Schwarzwaldvereins angelegt und befindet sich im Achertal im Nordschwarzwald. Der Genießerpfad bietet viel Abwechslung und führt dabei durch das Gottschlägtal mit den Edelfrauengrab-Wasserfällen, über den Karlsruher Grat und die Bosensteiner Alm und passiert mehrere Getränkestationen, sowie schöne Ausblicke ins Achertal und auf die Hornisgrinde. Ein großer Teil des Weges liegt im Naturschutzgebiet Gottschlägtal-Karlsruher Grat. Der Karlsruher Grat ist eine alpine Route mit Kletterpartie, die auch als der einzige Klettersteig des Nordschwarzwaldes bezeichnet wird. Deshalb werden Trittsicherheit und etwas Schwindelfreiheit sowie gutes Schuhwerk in jedem Fall vorausgesetzt. Auch sollte man den Grat nach Regen aufgrund der Rutschgefahr meiden. Die Kletterei nimmt je nach Können etwa eine halbe bis eine Stunde in Anspruch. Der offizielle Genießerpfad folgt dem parallel verlaufenden Umgehungsweg für den Klettersteig.
Wie auch die anderen Schwarzwald-Genießerpfade erfüllt er die vom Deutschen Wanderinstitut festgelegten Kriterien und ist seit 2013 als Premiumweg ausgezeichnet. Der Genießerpfad ist nicht der einzige im Achertal: Direkt an den Weg grenzt der Bosensteiner Almpfad, der am Ruhestein beginnt. Am Mummelsee gibt es außerdem den Mummelsee-Hornisgrindepfad.
Mit dem Ortenauer Sagenrundweg: Bosenstein gibt es einen alternativen und mit 7,5 km deutlich kürzeren Rundweg, der ebenfalls durch das Gottschlägtal führt. Er passiert wie der Genießerpfad die Edelfrauengrab-Wasserfälle, führt dann aber wieder zurück ins Dorf. Der Abstecher über den Karlsruher Grat ist aber auch von diesem Weg aus möglich und verlängert ihn nur um etwa 1 km. Entlang des Sagenrundweges findet man einige Informationstafeln zu örtlichen Sagen.

## Beschreibung
Der Wanderweg startet offiziell im Kurgarten direkt am Bahnhof Ottenhöfen, wo es auch Parkmöglichkeiten gibt. Von dort aus führt er an Kirche und Friedhof vorbei mit dem ersten kleinen Ausblick auf den 526 m hohen Eichkopf. Auf dessen Bergrücken befindet sich an der Eichkopfhütte die erste Rastmöglichkeit mit Getränkestation.
Anschließend führt der Weg hinab in das Gottschlägtal zum ehemaligen Gasthaus Edelfrauengrab, wo sich der Einstieg in die Edelfrauengrab-Wasserfälle und ein Wanderparkplatz befinden. Über einige Treppen folgt der Weg den Wasserfällen durch eine enge Schlucht bis zum „Romantischen Brückle“, wo sich das Tal wieder etwas lichtet. An einem Getränkebrunnen vorbei beginnt nun der Anstieg zum Karlsruher Grat, wobei man den Herrenschrofen, einen ersten Felsen mit Blick auf das gerade durchwanderte Tal, passiert.
Oben angelangt kann man sich entscheiden, ob man den Klettersteig über den Karlsruher Grat oder die Umgehungsroute etwas unterhalb parallel zum Grat wählt. Es gibt auch zwischendrin noch einmal die Möglichkeit zwischen den beiden Varianten zu wechseln. Die abschnittsweise anspruchsvolle alpine Route über den Grat ist an einigen Stellen absturzgefährlich, aber – im Gegensatz zu alpinen Klettersteigen – nicht mit Drahtseilen oder Tritthilfen versehen.
Direkt nach dem Grat führen die beiden Varianten wieder zusammen hinauf zur Bosensteiner Alm. Am Brennte Schrofen bietet sich anschließend ein schöner Blick hinab ins Achertal. Durch den Wald führt dann auch der Weg wieder hinab in das kleine Acher-Nebental des Flautzbaches und vorbei an ein paar Höfen und Weiden wieder nach Ottenhöfen.

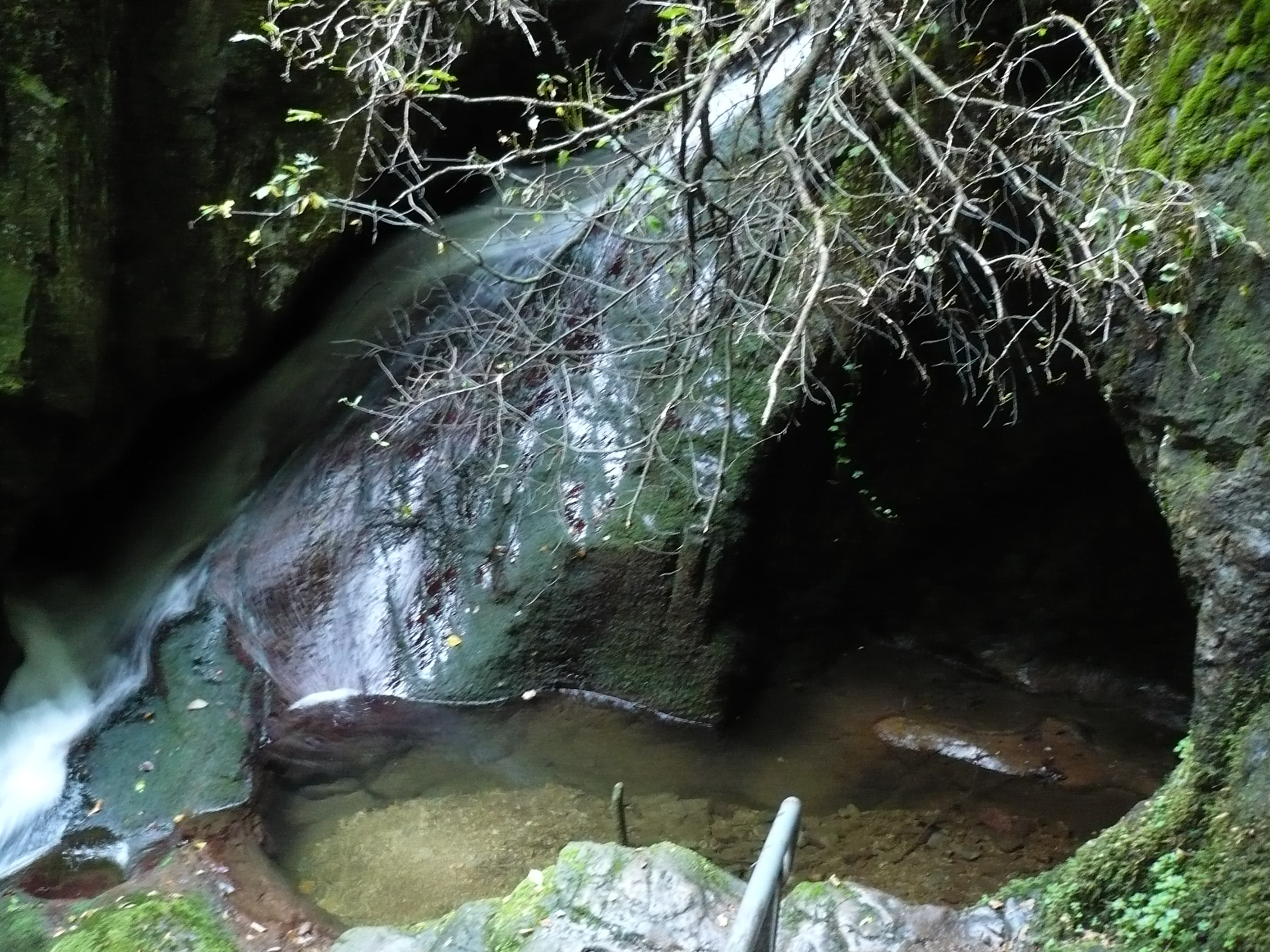
Edelfrauengrab-Wasserfälle
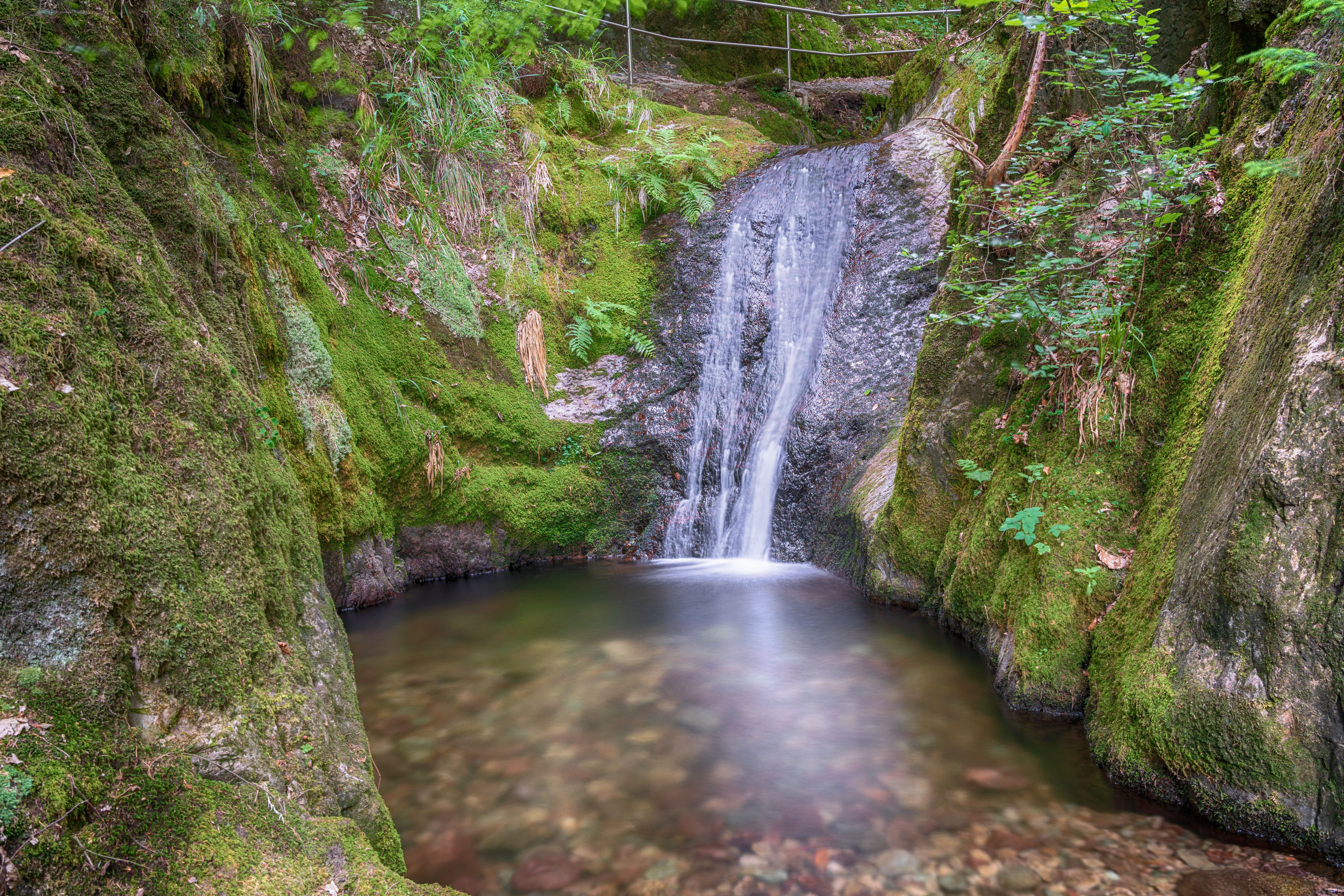
Edelfrauengrab-Wasserfälle
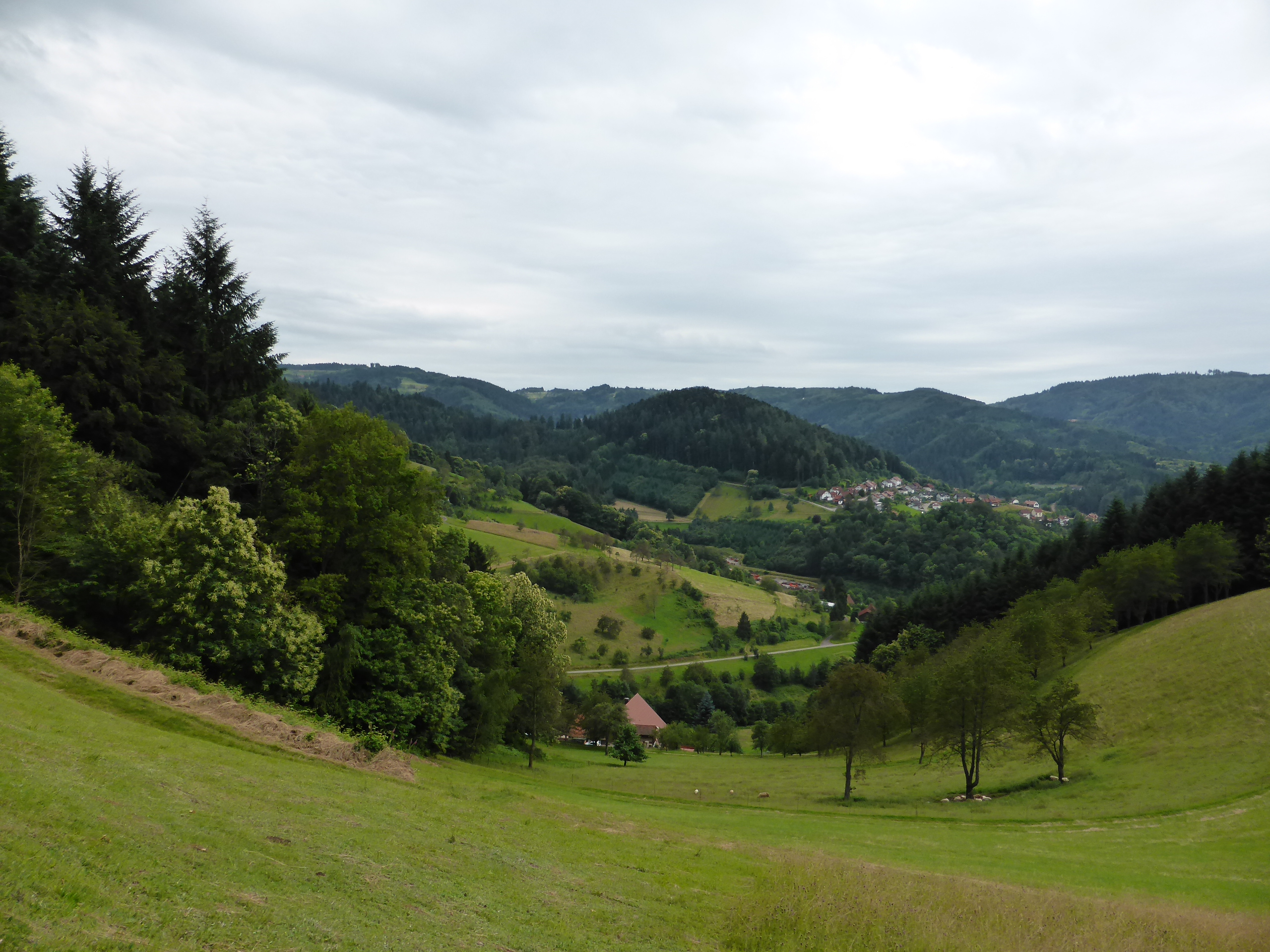
Ausblick ins Achertal
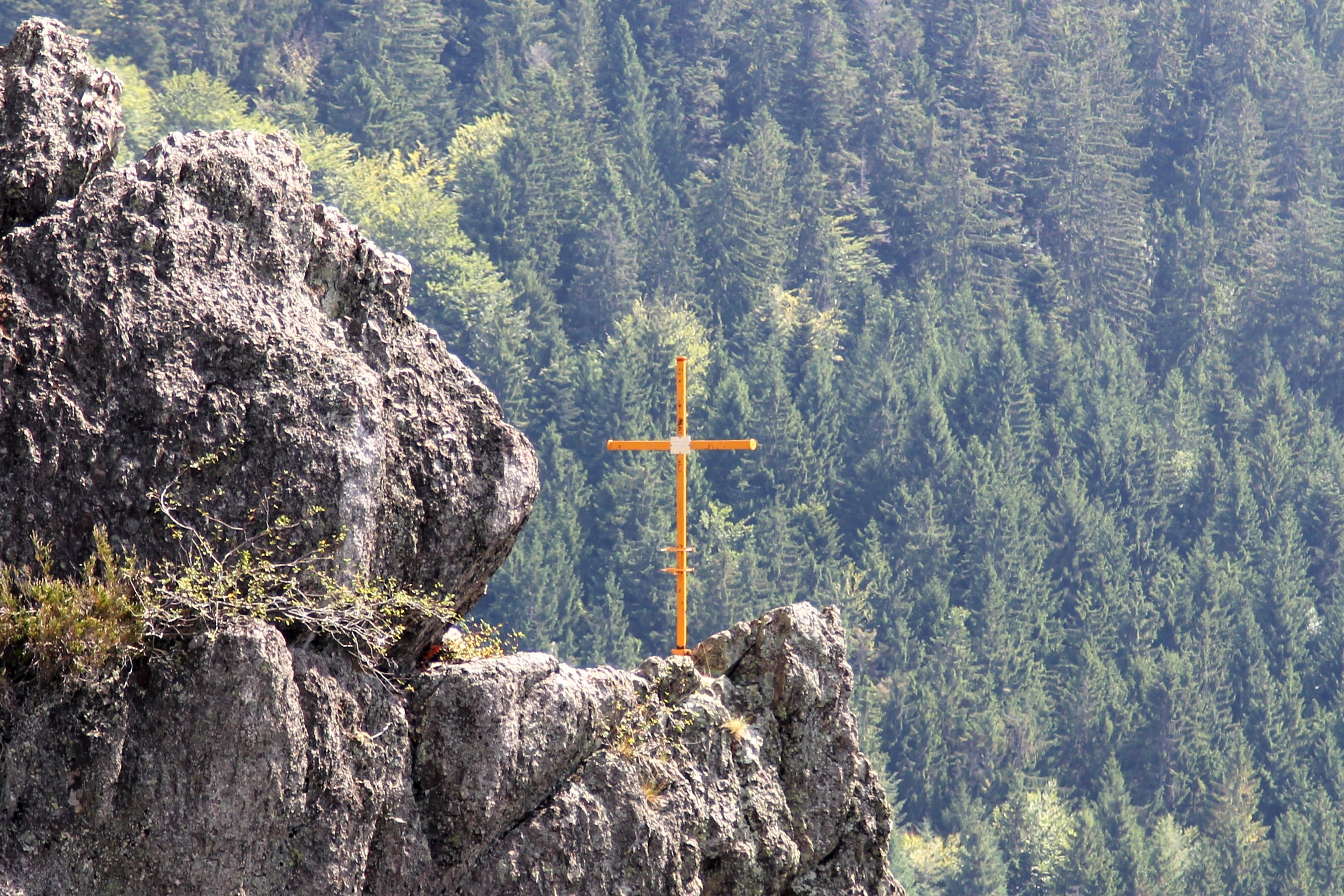
Kreuz am Karlsruher Grat